# Шиклі (Небраска)
Шиклі (англ. Shickley) — селище (англ. village) в США, в окрузі Філлмор штату Небраска. Населення — 347 осіб (2020).

## Географія
Шиклі розташоване за координатами 40°24′59″ пн. ш. 97°43′26″ зх. д. / 40.41639° пн. ш. 97.72389° зх. д. (40.416339, -97.724024).  За даними Бюро перепису населення США в 2010 році селище мало площу 0,76 км², уся площа — суходіл.

## Демографія
Згідно з переписом 2010 року, у селищі мешкала 341 особа в 152 домогосподарствах у складі 102 родин. Густота населення становила 446 осіб/км².  Було 163 помешкання (213/км²).
Расовий склад населення:
| - 98,5 % — білих - 0,3 % — чорних або афроамериканців |

До двох чи більше рас належало 0,9 %. Частка іспаномовних становила 0,6 % від усіх жителів.
За віковим діапазоном населення розподілялося таким чином: 20,2 % — особи молодші 18 років, 55,5 % — особи у віці 18—64 років, 24,3 % — особи у віці 65 років та старші. Медіана віку мешканця становила 47,9 року. На 100 осіб жіночої статі у селищі припадало 97,1 чоловіків;  на 100 жінок у віці від 18 років та старших — 98,5 чоловіків також старших 18 років.
Середній дохід на одне домашнє господарство  становив 61 756 доларів США (медіана — 52 679), а середній дохід на одну сім'ю — 75 392 долари (медіана — 69 000). Медіана доходів становила 50 313 долари для чоловіків та 25 809 доларів для жінок. За межею бідності перебувало 5,3 % осіб, у тому числі 8,5 % дітей у віці до 18 років та 2,6 % осіб у віці 65 років та старших.
Цивільне працевлаштоване населення становило 191 осіб. Основні галузі зайнятості: освіта, охорона здоров'я та соціальна допомога — 27,7 %, будівництво — 14,1 %, сільське господарство, лісництво, риболовля — 12,6 %.